# 新川駅 (北海道)
新川駅（しんかわえき）は、北海道札幌市北区新川4条1丁目にある北海道旅客鉄道（JR北海道）札沼線（学園都市線）の駅である。駅番号はG04。事務管理コードは▲110226。電報略号はニイ。

## 歴史
- 1986年（昭和61年）11月1日：日本国有鉄道（国鉄）札沼線の新川臨時乗降場として新設[2][報道 1][報道 2]。旅客のみ取扱い[4]。駅員無配置駅[5]。当時は1面1線だった。
- 1987年（昭和62年）4月1日：国鉄分割民営化に伴い、JR北海道の駅となる[1]。同時に駅に昇格し、新川駅となる[1]。
- 1991年（平成3年）
  - 3月16日：札沼線に「学園都市線」の愛称を設定[報道 1][報道 2][6]。
  - 12月25日：業務委託駅となり、有人化[7]。同時に木造平屋建ての駅舎に改築[7]。
- 1996年（平成8年）6月23日：札沼線（学園都市線）八軒駅と八軒駅 - 当駅間の一部が高架化[1]。
- 1999年（平成11年）8月22日：札沼線（学園都市線）当駅 - 新琴似駅間の高架化に伴い、高架駅となる[6]。現1番ホーム側のみの暫定開業。
- 2000年（平成12年）
  - 3月11日：新駅舎完成[8]に伴い、相対式2面2線となる。札沼線（学園都市線）のうち、当駅を含む八軒駅 - 太平駅間に現下り線が増設され複線化[報道 1][報道 2][6]。
  - 月日不詳：札沼線（学園都市線）のうち、当駅を含む桑園駅 - 石狩月形駅間に自動進路制御装置 (PRC) 導入[9]。
- 2006年（平成18年）1月：自動列車案内装置導入。同時に、電光掲示板が方向別の液晶ディスプレイとなる。
- 2007年（平成19年）10月1日：駅番号設定（G04）[報道 3]。
- 2008年（平成20年）10月25日：ICカード「Kitaca」使用開始[報道 4]。
- 2012年（平成24年）6月1日：札沼線（学園都市線）のうち、当駅を含む桑園駅 - 北海道医療大学駅間が電化（交流20,000V・50Hz）[報道 5][報道 6]。

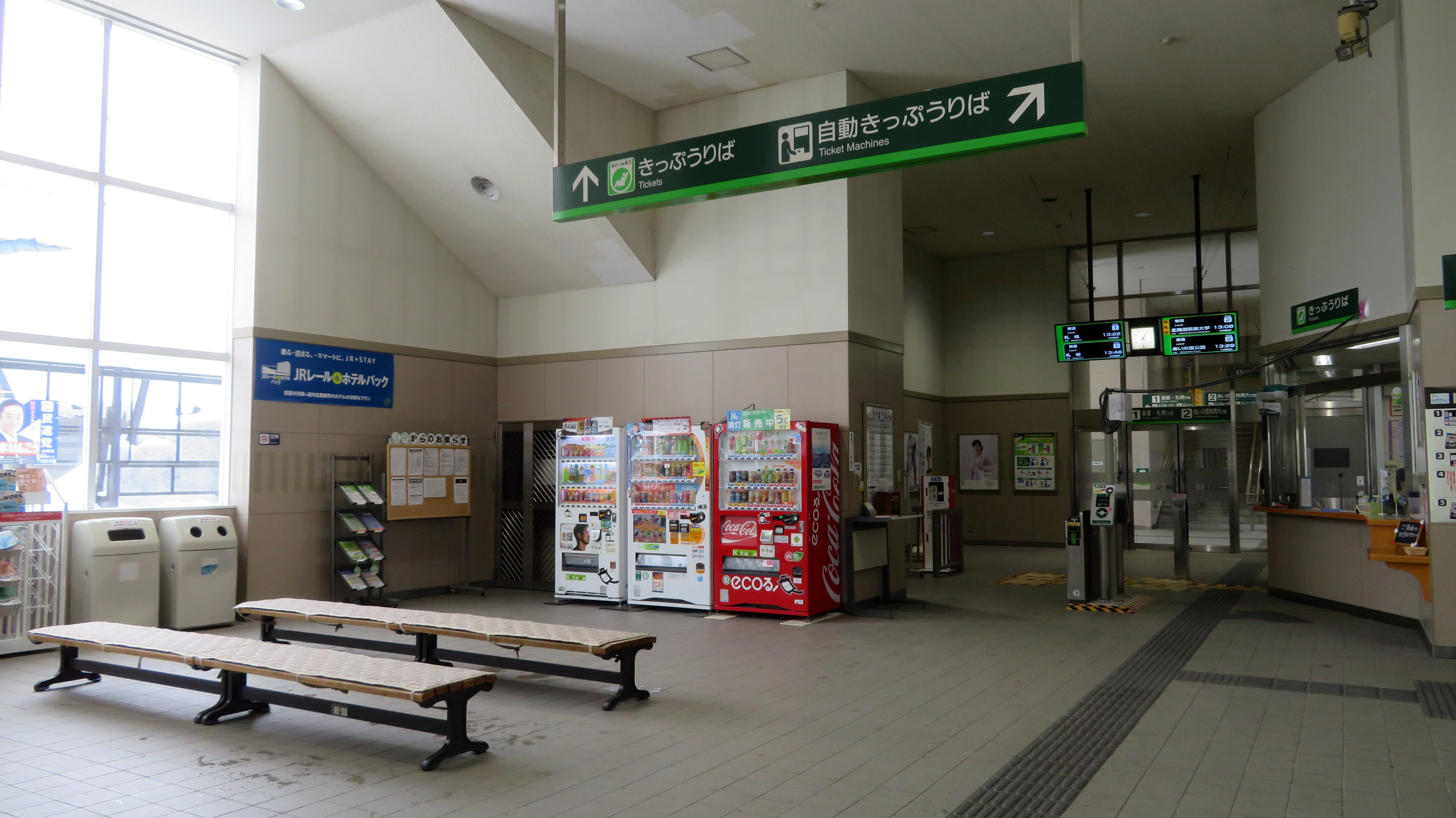
更新前の改札口（2017年2月）

## 駅構造
相対式2面2線（ホーム長：136m・145m）の高架駅である。ホームへは階段・エレベータのほかに上下両方向のエスカレーターがある。
2012年5月31日までは八軒駅、新琴似駅と並び、非電化・高架・複線という珍しい構造の駅だった。また、高架化以前は1面1線だった。
高架化工事中、八軒駅（ホームおよび線路の真上に構築）から当駅までの区間においては、先ずもともとの路盤の東側に高架単線（現上り線）を構築しつつ、当駅および以北においては一時的に線路をもとの路盤よりも更に北西側（現下り線の更に外側）に振った。現駅舎は旧駅の真上に構築しつつ、工事期間中は仮ホームは高架の西側真下に作られた。現駅舎のうち上り線側ホームのみの暫定開業後、下り線側の線路を敷設した。
桑園駅管理の業務委託駅（北海道ジェイ・アール・サービスネットが受託）。みどりの窓口、自動券売機、話せる券売機、簡易自動改札機（切符は入場のみ対応で出場時には使用済み切符を受取箱に投入、ICカードは出入場ともに対応）が設置されている。かつてはキヨスクがあった。

### のりば
| 番線 | 路線                  | 方向 | 行先                     |
| ---- | --------------------- | ---- | ------------------------ |
| 1    | ■札沼線（学園都市線） | 上り | 桑園・札幌方面           |
| 2    | ■札沼線（学園都市線） | 下り | あいの里教育大・当別方面 |

（出典：JR北海道：駅の情報検索）

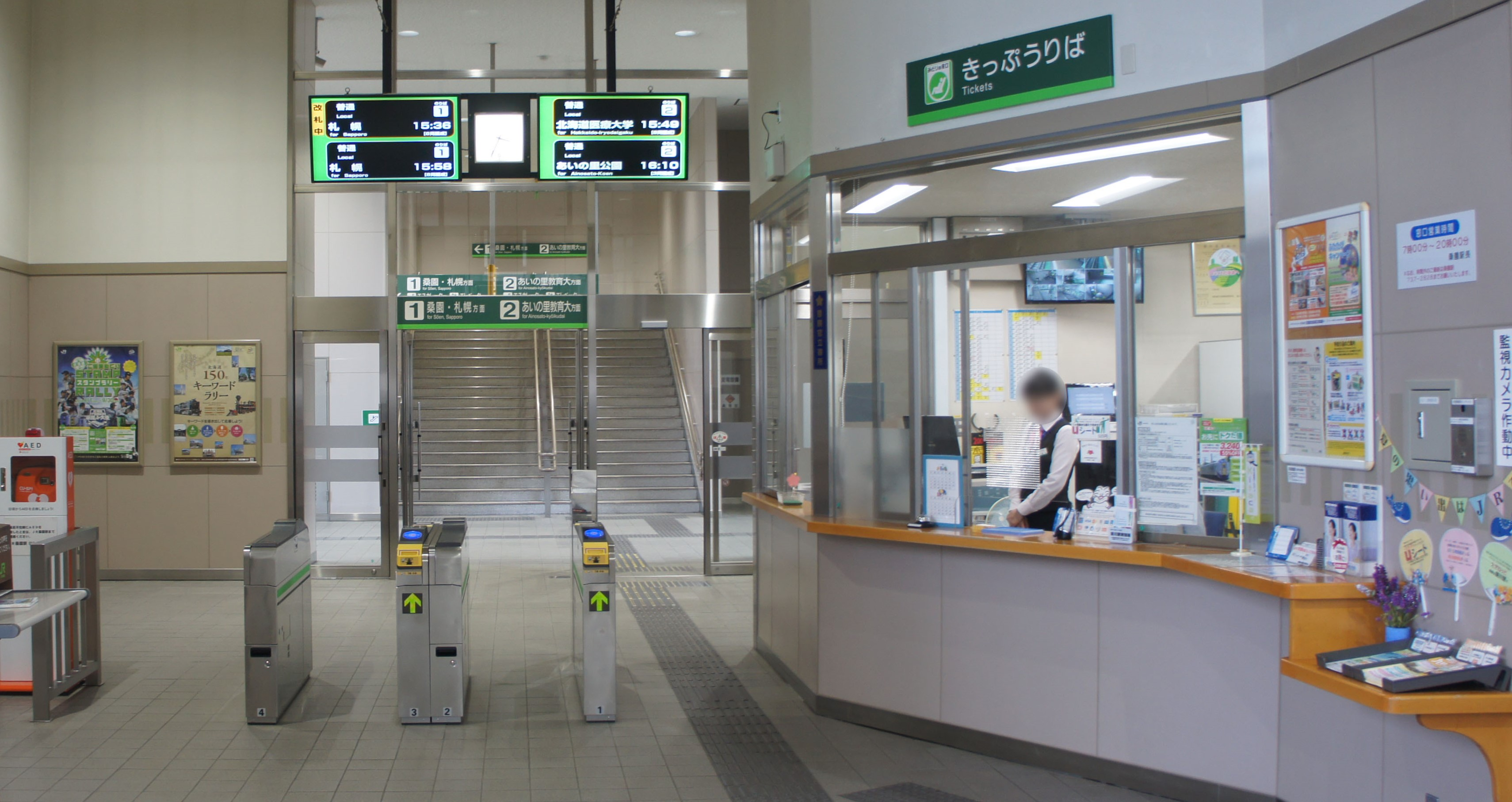
更新後の改札口（2018年8月）
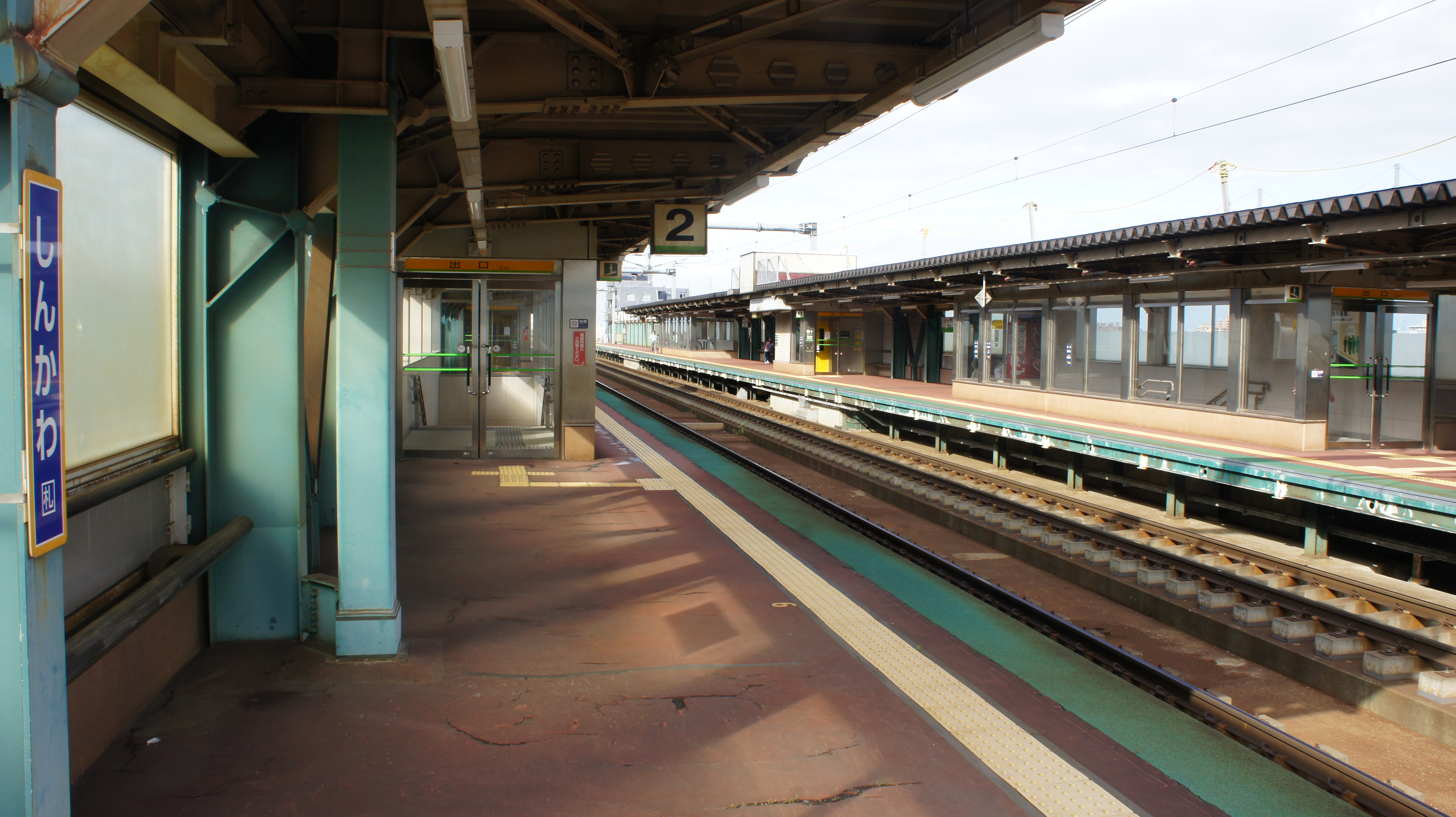
ホーム（2018年8月）
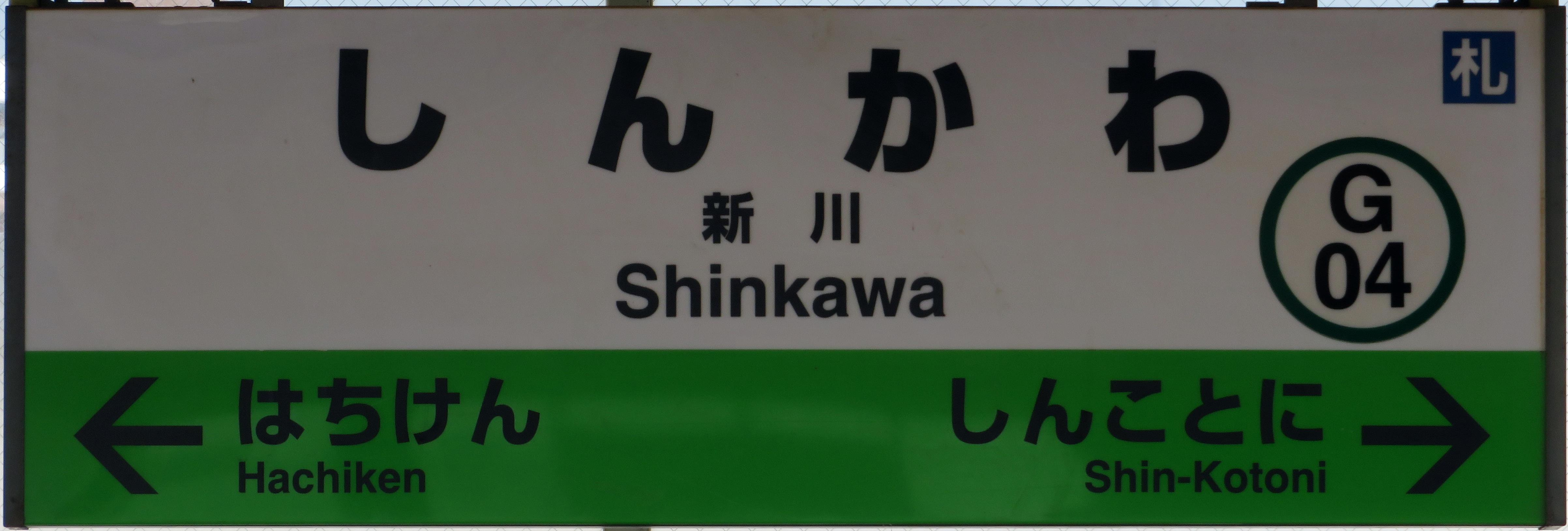
駅名標（2017年2月）

## 利用状況
2022年（令和4年）度の1日平均乗車人員は2,709人である。
近年の1日平均乗車人員の推移は下記のとおりである。
| 年度               | 1日平均 乗車人員 | 出典    |
| ------------------ | ---------------- | ------- |
| 1990年（平成02年） | 961              | [ * 3 ] |
| 1995年（平成07年） | 2,269            | [ * 3 ] |
| 2000年（平成12年） | 2,407            | [ * 3 ] |
| 2001年（平成13年） | 2,518            | [ * 4 ] |
| 2002年（平成14年） | 2,656            | [ * 5 ] |
| 2003年（平成15年） | 2,764            | [ * 5 ] |
| 2004年（平成16年） | 2,828            | [ * 3 ] |
| 2005年（平成17年） | 2,878            | [ * 3 ] |
| 2006年（平成18年） | 2,901            | [ * 3 ] |
| 2007年（平成19年） | 2,940            | [ * 3 ] |
| 2008年（平成20年） | 2,994            | [ * 3 ] |
| 2009年（平成21年） | 2,937            | [ * 3 ] |
| 2010年（平成22年） | 2,940            | [ * 3 ] |
| 2011年（平成23年） | 2,926            | [ * 3 ] |
| 2012年（平成24年） | 2,952            | [ * 3 ] |
| 2013年（平成25年） | 3,075            | [ * 3 ] |
| 2014年（平成26年） | 3,114            | [ * 3 ] |
| 2015年（平成27年） | 3,152            | [ * 3 ] |
| 2016年（平成28年） | 3,253            | [ * 3 ] |
| 2017年（平成29年） | 3,323            | [ * 3 ] |
| 2018年（平成30年） | 3,245            | [ * 3 ] |
| 2019年（令和元年） | 3,258            | [ * 2 ] |
| 2020年（令和02年） | 2,542            | [ * 6 ] |
| 2021年（令和03年） | 2,597            | [ * 7 ] |
| 2022年（令和04年） | 2,709            | [ * 1 ] |

## 駅周辺
駅は新川北岸にある新川地区にあり、川からは約500メートル離れている。周辺は住宅地で駅前広場や商店街はなく、飲食店がわずかにあるのみ。宅地化が進行してから駅が設けられたためである。
- 国道5号（札幌新道）
- 北海道道277号琴似停車場新琴似線（琴似栄町通）
- 新川通
- 札樽自動車道新川インターチェンジ
- 北警察署新川交番
- 札幌北二十八条郵便局
- 札幌新川一条郵便局
- 留萌信用金庫新川支店
- 北洋銀行新川支店
- 北海道銀行新川支店
- ジェイアール生鮮市場新川店
- マックスバリュ北32条店
- MEGAドン・キホーテ 新川店
- キャッツアイ新川店
- 札幌市立新川中学校
- 札幌市立新川中央小学校
- 北海道中央バス（新川営業所）、ジェイ・アール北海道バス（琴似営業所）「北29条西15丁目」停留所[10][11]

## 隣の駅
北海道旅客鉄道（JR北海道）
■札沼線（学園都市線）
八軒駅 (G03) - 新川駅 (G04) - 新琴似駅 (G05)